# فقاع تنبتي
الفقاع التنبتي (بالإنجليزية: Pemphigus vegetans)‏ هو شكل موضعي من الفقاع الشائع.
حيث توجد استجابة على شكل ورم حليمي تنبتي موضعي. لا تلتئم المناطق المتآكلة كما هو معتاد لكن يحدث نمو على شكل تنبت رومي حليمي.
يمثل الفقاع التنبتي حوالي 1٪ إلى 2٪ من مجموع حالات الفقاع، وعادة ما يمثل شكلا حميدا من الفقاع الشائع، وقد لوحظ شكلين منه:
- الفقاع التنبتي نمط نيومان (بالإنجليزية: Pemphigus vegetans of Neumann)‏، وهو شكل موضعي من الفقاع الشائع وشامل بشكل أوسع قليلا من الفقاع التنبتي نمط هالوبو.[1] :568 هذا النوع أكثر شيوعا، ويمتاز بآفات جلدية مبكرة تشبه الفقاع الشائع مع فقاعات أكبر ومناطق متآكلة. تشفى المنطقة من خلال تكوين نسيج محبب. يحمل المرض اسم طبيب الجلد النمساوي إزيدور نيومان.
- الفقاع التنبتي نمط هالوبو (بالإنجليزية: Pemphigus vegetans of Hallopeau)‏ وهو نوع موضعي من الفقاع الشائع.[1] :568 يحمل المرض اسم فرانسوا هنري هالوبو. يعد هذا النوع أنه أقل شدة مع ظهور بثور وليس الفقاعات. تشفى البثور من خلال تكوين تنبتات ثؤلولية مفرطة التقرن.